# Jan van Rijckenborgh
Jan van Rijckenborgh (polgári nevén: Jan Leene; Haarlem, 1896. október 16. – Santpoort, 1968. július 17.) holland misztikus és a Lectorium Rosicrucianum ezoterikus mozgalom alapítója. A.H. de Hartog(nl) hatására Jakob Böhme német misztikus műveit kezdte tanulmányozni és 1924-ben testvérével együtt belépett a Max Heindel által alapított Rosicrucian Fellowship (Rózsakeresztes Közösség) ezoterikus keresztény szervezetbe és végül annak holland ága vezetői lettek.
Később Heindel megközelítései nem bizonyultak számukra elégségesnek, így 1935-ben kiléptek a Fellowship-ből és megalapították saját mozgalmukat a Lectorium Rosicrucianum-ot. Ekkor már kapcsolatban álltak Catharose de Petri holland misztikusnővel, aki társalapítója lett új szervezetüknek.

## Magánélete
1923. augusztus 9-én Haarlemben vette el feleségül Johanna "Jo" Ames-t (1897–1976). Két gyermekük született, Hendrik "Henk" Leene (1924–2014) és Elsine Tine Leene (1932–2009).

## Elgondolásai
Van Rijckenborgh a gnosztikus kereszténység sajátos formáját alakította ki, a rózsakeresztes manifesztumokra, Johann Valentin Andreae további műveire, valamint saját kutatásaira alapozva, többek között a hermetizmus, az alkímia, a szabadkőművesség és a katharok területén. A katharok és a gnosztikusok tekintetében együttműködött az "új-katar" történésszel, Antonin Gadallal. A lélek és a test közötti kapcsolat központi elemét képezte a Rózsakereszt és érveket sorakoztatott fel az emberi lélek "színeváltozása", illetve gnosztikus újjászületése mellett, így érve el a hétköznapi élet meghaladását.

## Halála
Jan van Rijckenborgh 1968-ban hunyt el. Utódlása kapcsán belső viták, majd végül a szervezet szakadása következett be, melynek során Rijckenborg fia, Henk Leene – akit utódnak jelölt ki – több, mint 100 társával együtt kilépett a Lectoriumból és új szervezetet alapított, melynek először a Gemeinschaft R+C, Rosae Crucis, majd a Esoterischen Gemeinschaft der Sivas nevet adta.
A Lectorium vezetésében végül Catharose de Petri követte az ő 1990-ben bekövetkezett haláláig. A Lectorium Rosicrucianum ma is létezik a világ számos pontján.

## Magyarul megjelent művei
- Nincs üres tér; Rozekruis Pers, Haarlem, 1984
- Az egyetemes gyógyszer; Rozekruis Pers, Haarlem, 1984
- Az élet és halál misztériuma; Rozekruis Pers, Haarlem, 1984
- Az Arany Rózsakereszt hétszeres világszerzetének új kiáltványa; Rozekruis Pers, Haarlem, 1984
- Leleplezés, 1-2.; Rozekruis Pers, Haarlem, 1984
  - 1. Az eljövendő dolgok előrevetett árnyéka
  - 2. Armageddon (1956 június)
- A rózsakereszt világszerzete 2. Akvárius Konferencia Calv, 1964; rend. Arany Rózsakereszt Szellemi Iskolája, szerk. Catharose de Petri, J. van Rijckenborgh; Rozekruis Pers, Haarlem, 1985
- Az isteni tanács hatalmas jele 3. Akvárius Konferencia Bad Münder, 1965. Szöveg és szertartás; rend. Arany Rózsakereszt Szellemi Iskolája, szerk. Catharose de Petri, J. van Rijckenborgh; Rozekruis Pers, Haarlem, 1985
- A Rózsakereszt megszabadító ösvénye 4. Akváriuskonferencia. Basel 1966, augusztus. Előadások, 1-2.; rend. Lectorium Rosicrucianum, szerk. Catharose de Petri, J. van Rijckenborgh; Rozekruis Pers, Haarlem, 1985
- A bunkós fiatalok felhívása; Rozekruis Pers, Haarlem, 1986
- Az eljövendő új ember; Arany Rózsakereszt Közössége, Bp., 1989 (Renova sorozat)
- Catharose de Petri–J. van Rijckenborgh: A nagy változás; Arany Rózsakereszt Közössége, Bp., 1990 (Szegletkő sorozat)
- A gnózis jelenlegi megnyilatkozása; Arany Rózsakereszt Közössége, Bp., 1990 (Renova sorozat)
- A modern rózsakereszt elemi filozófiája; Arany Rózsakereszt Közössége, Bp., 1990 (Szegletkő sorozat)
- Catharose de Petri–J. van Rijckenborgh: Az új jel; Arany Rózsakereszt Közössége, Bp., 1991 (Szegletkő sorozat)
- Rózsakereszt Krisztián alkémiai menyegzője Christian Rosencreutz (anno 1459 – A.D. 1616) kémiai menyegzőjének ezotérikus elemzése, 1-2.; J. Van Rijckenborgh magyarázataival; Arany Rózsakereszt Közössége, Bp., 1991
- Az eljövendő új ember; 2. jav. kiad.; Arany Rózsakereszt Közössége, Bp., 1991 (Renova sorozat)
- Leleplezés; Arany Rózsakereszt Közössége, Bp., 1991
- Nincs üres tér; Arany Rózsakereszt Közössége, Bp., 1994
- Catharose de Petri–J. van Rijckenborgh: Samballa Szerzete; Arany Rózsakereszt Vallásközössége, Bp., 1994 (Szegletkő sorozat)
- Élet és halál rejtélye; átdolg. kiad.; Arany Rózsakereszt Vallásközössége, Bp., 1997
- Az egyiptomi ős-Gnózis és kiáltványa az örök jelenben, 1-4.; újra kihirdette, magyarázatok Hermész Triszmegisztosz műve, a Tabula smaragdina és a Corpus Hermeticum nyomán J. van Rijckenborgh; Arany Rózsakereszt Vallásközössége, Bp., 1997–2005 (Renova sorozat)
  - 1–3.; 1997
  - 4.; 2005
- Catharose de Petri–J. van Rijckenborgh: Az egyetemes gnózis; Arany Rózsakereszt Vallásközössége, Bp., 1997 (Szegletkő sorozat)
- Catharose de Petri–J. van Rijckenborgh: Az egyetemes ösvény; Arany Rózsakereszt Vallásközössége, Bp., 1998 (Szegletkő sorozat)
- A világ világossága; Arany Rózsakereszt Vallásközössége, Bp., 1998
- A boldognak-mondások misztériuma; Arany Rózsakereszt Szellemi Iskolája, Bp., 2002
- Tiánai Apollós nuktemeronja; Jan van Rijckenborgh magyarázataival; Magyarországi Lectorium Rosicrucianum Vallásközösség, Úny, 2004
- A Rózsakereszt Szerzetének titkai. A Rózsakereszt Rendje szellemi hagyatékának ezoterikus elemzése; Magyarországi Lectorium Rosicrucianum Vallásközösség, Úny, 2004–2006
  - 1. A Rózsakereszt Szerzetének kiáltványa Fama Fraternitatis R. C. ezoterikus elemzése; 2004 ISBN 963-7420-34-7
  - 2. A Rózsakereszt Szerzetének hitvallása Confessio Fraternitatis R. C. ezoterikus elemzése; 2006 ISBN 963-7420-40-1
- A keresztény beavatási misztérium. Dei gloria intacta; Magyarországi Lectorium Rosicrucianum Vallásközösség, Úny, 2005 ISBN 9637420355
- A Pistis Sophia gnosztikus misztériumai. Magyarázatok a Pistis Sophia első könyvéhez; előszó Catharose de Petri; Arany Rózsakereszt Nemzetközi Iskolája, Úny, 2005 ISBN 963 00 9862 8
- Az új fáma; Magyarországi Lectorium Rosicrucianum Vallásközösség, Úny, 2006
- Az egyetemes gyógyszer; Magyarországi Lectorium Rosicrucianum Vallásközösség, Úny, 2007
- Christianopolis Johann Valentin Andreae Reipublicae Christianapolitanae descriptio című könyve első hét fejezetét magyarázatokkal látta el Jan van Rijckenborgh; Magyarországi Lectorium Rosicrucianum Vallásközösség, Úny,  2007
- Catharose de Petri–Jan van Rijckenborgh: Az új merkúrbot. Az új idők apokalipszise V. Ötödik Aquarius-megújító konferencia, Toulouse 1967; Magyarországi Lectorium Rosicrucianum Vallásközösség, Úny, 2008
- Catharose de Petri–Jan van Rijckenborgh: Az isteni határozat hatalmas jelei. Az új idők apokalipszise III. Harmadik Aquarius-megújító konferencia, Bad Münder, 1965; Magyarországi Lectorium Rosicrucianum Vallásközösség, Úny, 2008
- Catharose de Petri–Jan van Rijckenborgh: A Rózsakereszt megszabadító ösvénye. Az új idők apokalipszise IV. Negyedik Aquarius-megújító konferencia, Basel 1966; Magyarországi Lectorium Rosicrucianum Vallásközösség, Úny, 2011
- Catharose de Petri–Jan van Rijckenborgh: A Rózsakereszt világszerzete. Az új idők apokalipszise II. Második Aquarius-megújító konferencia, Christian Rosenkreuz-Heim, Calw, 1964; Magyarországi Lectorium Rosicrucianum Vallásközösség, Úny, 2011
- Catharose de Petri–Jan van Rijckenborgh: Az új ember fényruhája. Az új idők apokalipszise I. Első Aquarius-megújító konferencia, Renova, Bilthoven, 1963; Magyarországi Lectorium Rosicrucianum Vallásközösség, Úny, 2011
- Jan van Rijckenborgh. A modern Rózsakereszt elemi filozófiája. Magyarországi Lectorium Rosicrucianum Egyesület (2005). ISBN 978-963-7420-57-3
- Jan van Rijckenborgh. Az eljövendő új ember. Magyarországi Lectorium Rosicrucianum Egyesület (2012). ISBN 978-963-7420-58-0

## Lásd még
- Az Arany Rózsakereszt Szellemi Iskolája Archiválva 2019. február 28-i dátummal a Wayback Machine-ben
- Aquarius Kulturális Alapítvány
- A világ szívének hívása. Az Arany Rózsakereszt Szellemi Iskolájának keletkezéséről és fejlődéséről, valamint annak alapítóiról, Jan van Rijckenborghról és Catharose de Petriről szóló értekezés Peter Huijstól; Lectorium Rosicrucianum az Arany Rózsakereszt Nemzetközi Iskolája Egyesület, Úny, 2024

## Fordítás
- Ez a szócikk részben vagy egészben  a   Jan van Rijckenborgh című angol Wikipédia-szócikk fordításán alapul.  Az eredeti cikk szerkesztőit annak laptörténete sorolja fel. Ez a jelzés csupán a megfogalmazás eredetét és a szerzői jogokat jelzi, nem szolgál a cikkben szereplő információk forrásmegjelöléseként.